# Sandager (Guldborgsund Kommune)
 For alternative betydninger, se Sandager. (Se også artikler, som begynder med Sandager)
Sandager er en lille bebyggelse på Lollands sydkyst i Vester Ulslev Sogn i den vestligste del af Guldborgsund Kommune. Bebyggelsen omtales på skrift første gang i 1411. Navnet skal sandsynligvis forstås helt bogstaveligt som "sandede marker". 2 nabobebyggelser, Handermelle og Flårupmelle, har også navn efter "lette sandede jorder".
Sammen med Handermelle deltes Sandager om Strandby Skole, der lå mellem de 2 steder og var i brug til 1960.
Sandager Havn er sammen med Handermelle Havn og Høvænge Havn, én af 6 småhavne på strækningen mellem Nysted og Rødbyhavn. De har gennem tiderne været brugt til flere formål, men bruges nu mest af fiskere og jægere.

## Administrativt/kirkeligt tilhørsforhold

### Tidligere
- Musse Herred, Ålholm Len, Ålholm Amt, Maribo Amt, Storstrøms Amt, Vester Ulslev sognekommune, Nysted Kommune
- Fyens Stift

### Nuværende
- Region Sjælland, Guldborgsund Kommune
- Lolland-Falsters Stift, Lolland Østre Provsti, Øster Ulslev-Vester Ulslev-Godsted Pastorat, Vester Ulslev Sogn

## Galleri
- Sandager Havn
- Hyggelige og velholdte hytter
- Shelter ved havnen